# První plavba
První plavba nebo také Má první plavba je název českého vydání románu Redburn: His First Voyage (1849) amerického spisovatele Herman Melvilla. Autor jej napsal na základě vlastních zážitků, když se nechal roku 1839 najmout na obchodní trojstěžník jako plavčík a absolvoval plavbu do Liverpoolu.
Román je založený na romantickém motivu rozporu mezi krásným osobním snem hlavního hrdiny (láska k moři a lodím a touha po neznámých zemích) a drsnou skutečností, když se mu jeho sen „vyplní“ (tvrdá, namáhavá a nebezpečná práce, obtížné podmínky života na lodi, ponižování od starších námořníků atp.). Vypravování, které má vnější charakter dobrodružného příběhu, je však velmi realistické.

## Obsah románu
Hlavním hrdinou románu a také jeho vypravěčem je mladík, vlastně ještě chlapec Wellingborough Redburn, který se od malička chtěl stát námořníkem. Nechal se proto najmout jako plavčík na obchodní loď Horal, plující z New Yorku do Liverpoolu. Hned na začátku plavby ale zjistil, že jeho představy o romantické plavbě byly velmi naivní. Námořníci vypadali zdivočele a posmívali se mu, přičemž nejhorším z nich byl Jackson, skutečný tyran, kterého se všichni báli. Důstojníci byli hrubí a neurvalí a dali mu potupnou přezdívku Knoflík. Byl komandován jako otrok, musel dělat podřadné i nebezpečné práce bez ohledu nato, že neměl žádné zkušenosti. Jídlo bylo často nechutné a zpočátku také trpěl mořskou nemoci.
Po doplutí do Liverpoolu poznal Redburn otřesnou bídu lidí žijících v přístavních čtvrtích a seznámil se s mladíkem Harrym Bollonem. Ten pocházel z aristokratické rodiny, ale prohýřil celé své dědictví. Nyní se chtěl dostat do Ameriky, protože doufal, že tam zbohatne. Nechal se proto na Redburnovu radu přijmout také jako plavčík na Horal. Ale v okamžiku, kdy se mu naskytla pochybná možnost získat zpět větší sumu peněz, přesvědčil Redburna, aby s ním zběhl z lodi a odjel do Londýna. Když jeho plány selhaly, vrátili se zpátky do Liverpoolu na Horal, kde byli s posměchem přijati zpět.
Na zpáteční cestě se Harry Bolton stal terčem nesnesitelných šprýmů, protože se bál šplhat do lanoví. Jackson onemocněl a očividně slábl. Odmítal pracovat a byl ještě násilničtější. Na lodi se do Ameriky plavili také vystěhovalci, kteří se však nedostatečně vybavili potravinami. Protože se cesta protáhla díky bouři, začali trpět téměř hladomorem. Z osobní nečistoty a z pobytu v páchnoucím, těsném, nevětraném a přeplněném podpalubí u nich propukly nemoci a mnoho z nich zemřelo.
Když se Horal přiblížil k domovskému přístavu, rozhodl se Jackson znovu pracovat, zřejmě aby mu kapitán vyplatil jeho mzdu. Vylezl do lanoví, ale díky svému špatnému zdravotnímu stavu se zřítil z ráhna do moře a zmizel pod hladinou.
Po přistání v New Yorku došlo k výplatě mzdy posádce. Jaké bylo Redburnovo překvapení, když mu kapitán sdělil, že útěkem z lodi do Londýna přišel o právo na svou mzdu a že mu ve skutečnosti dluží peníze za zničené nářadí.
Redburn se šťastně vrátil domů a ztratil s Harrym Boltonem kontakt. Po letech, když sloužil jako námořník na lodi v Pacifiku, se dozvěděl, že Harry se nalodil na velrybářskou loď, spadl nešťastnou náhodou do moře a zahynul.

## Česká vydání
- Má první plavba, Práce, Praha 1949, přeložil Theodor Hejl.
- První plavba, SNDK, Praha 1965, přeložila Jarmila Rosíková.

### Rozhlasová adaptace
- 2016 První plavba, zpracováno jako desetidílná četba na pokračování. Překlad: Jarmila Rosíková, rozhlasová úprava: Alena Heroutová, režie: Ivan Chrz, účinkuje: Alfred Strejček.[2]